# Origyn Foundation
Origyn est une fondation à but non lucratif dont le siège est situé à Neuchâtel (Suisse), initiée en 2019 par Gian Bochsler, Vincent Perriard et Mike Schwartz.
Cette fondation a pour mission d'identifier, d'authentifier et d’assurer la traçabilité, l’identité et la preuve de propriété, d’objets, de personnes physiques ou de propriétés intellectuelles, luttant ainsi contre la contrefaçon, le vol et l’usurpation d’identité,. Pour cela, elle s’appuie sur son propre protocole, utilisant la technologie blockchain, pour émettre des certificats d’authentification numériques sous forme de NFT utilisant la blockchain Internet Computer développée par Dfinity.  
L’entreprise compte 70 employés en 2022.

## Histoire
En 2019, en marge d’une conférence sur le cloud décentralisé à Zurich, Gian Bochsler (entrepreneur suisse actif dans l’immobilier et les fintechs, fondateur de Bochsler Finance) rencontre Vincent Perriard (ancien patron de marques horlogères et conseiller stratégique de plusieurs marques de luxe) et Mike Schwartz (ex-responsable Digital Ventures chez Boston Consulting Group). Ensemble, ils lancent Origyn.
Origyn est officiellement cofondée en 2020 par Gian Bochsler, Mike Schwartz et Vincent Perriard,,. Origyn compte alors six collaborateurs basés à Neuchâtel et collabore avec une société située à Manhattan Beach (États-Unis).
Origyn met au point un protocole servant à assurer l'authentification, la traçabilité et la certification. Pour cela, Origyn crée un certificat digital biométrique pour chaque produit en l’associant à un NFT unique et infalsifiable grâce à la blockchain.
Les premiers tests d’application sont lancés en 2021. Cette année-là, Origyn lève 20 millions de dollars auprès de plusieurs investisseurs,, dont Paris Hilton et Carter Reum,,. Ce tour de table valorise la fondation à hauteur de 300 millions de francs.
En juin 2022, Origyn rend public son token appelé « OGY » sur une plateforme d’échanges et devient accessible à tous. Les tokens OGY permettent d’accéder à la gouvernance du protocole et sert aussi à la création des certificats digitaux,.
En parallèle, Origyn conclut des partenariats dans l’art, la joaillerie ainsi qu’avec des fondations comme celle de l’UEFA. Origyn s’associe avec la Fondation UEFA pour l’enfance dans le cadre de l’initiative « NFTs for Good ». Si la Fondation UEFA pour l’enfance offre des objets physiques, Origyn crée leur jumeau numérique sous forme de NFT. Origyn décide ensuite de lancer le développement de trois DAO (Decentralized Autonomous Organization) « For Good » : la première pour la sauvegarde de l’enfance, la deuxième pour préserver la faune et la flore, la troisième pour l’art et la culture.
En décembre 2022, la technologie Origyn est utilisée, en première mondiale, par la marketplace Yumi.io,qui fractionne en éléments numériques un tableau physique du peintre Julian Opie.
Au début 2023, Origyn décide de recentrer ses ressources sur le protocole NFT. La fondation lance au printemps les premiers certificats nécessitant l’usage du token OGY.
En mars 2023, Origyn s’exprime devant le Sénat italien, à Rome, soutenue par le parlementaire Gianpietro Maffoni. A cette occasion, elle annonce délivrer des certificats pour 7000 marques de l’association FederItaly, qui défend l’appellation « made in Italy ».
En octobre 2023, Origyn signe un partenariat avec la société suisse Cyber, l’un des plus importants organismes de certification de diamants. Les images et vidéos HD du diamant certifié sont stockées sous forme de NFT, permettant à un spécialiste de s’assurer que le diamant correspond au certificat. Ainsi, huit PDF d’informations sont intégrés à chaque certificat NFT.
La même année, Metalor, leader mondial de l’or raffiné, utilise aussi la technologie d’Origyn pour produire des certificats NFT sur de l'or. Origyn débute alors un projet permettant la création d’un certificat de propriété d’or physique pouvant être acheté et vendu au prix spot de l’or. En décembre 2023, le projet Gold DAO utilise les certificats d’or afin de les rendre fongible. Cela devrait donner naissance au token GLDT (1 gramme d’or équivalent à 100 GLDT).

## Concept

### Origyn Protocol
Le protocole Origyn permet de créer des certificats qui prouvent l'authenticité, la provenance et la propriété des actifs. Chaque certificat numérique est entièrement stocké sur la blockchain, ce qui permet d'obtenir un certificat sûr, transparent et incorruptible. Ces certificats contiennent des données, des images, des documents, du multimédia, des marketplaces et des applications.

### OGY Utility Token
Le jeton d'utilité OGY (OGY token) est utilisé pour créer les certificats Origyn ainsi que pour faciliter les transactions au sein du protocole Origyn. Ces frais sont payés en OGY. Plus de certificats sont créés, plus de tokens sont brûlés et moins il y en a en circulation. Origyn suit donc un modèle économique déflationniste.
Les détenteurs d'OGY peuvent aussi les immobiliser afin de générer un pouvoir de vote et participer à la gouvernance. En échange de leur participation, ils reçoivent des OGY.

## Organisation
Origyn est une fondation suisse à but non lucratif fondée en octobre 2020 à Neuchâtel.
Elle est le premier contributeur du protocole Origyn. Elle développe des outils et des solutions sur la plateforme ouverte et décentralisée appelée « le protocole Origyn », conçu pour protéger les actifs du monde réel grâce au standard NFT de nouvelle génération d’Origyn.
Ces actifs comprennent les pierres précieuses, les métaux précieux, les produits de luxe, les œuvres d'art, les propriétés intellectuelles, les preuves d'identité de personnes, les actifs numériques, etc.
La fondation Origyn supporte le développement du protocole et chapeaute les activités de développement de la technologie de certificats NFT.

## Direction
Origyn est dirigée par les fondateurs Gian Bochsler, Vincent Perriard et Mike Schwartz.